# Casabianca (Tolima)
Casabianca es un municipio de Colombia, situado en el noroccidente del departamento de Tolima, al suroeste del país. Dista de Ibagué 145 km y de Bogotá, 238 km. Posee bajo su jurisdicción el centro poblado de San Jerónimo.

## Toponimia
Inicialmente el pueblo fue llamado Santo Domingo, en honor a Domingo de Guzmán; luego por medio de la ordenanza 026 del 22 de junio de 1896 de la Asamblea del Tolima fue nombrado como Casabianca, en honor al general Manuel Casabianca, primer gobernador del Estado Soberano del Tolima.

## Geografía
Casabianca se encuentra en el flanco oriental de la Cordillera Central, en la zona limítrofe en el suroeste, en la vereda Agua Caliente, se encuentra parte del Nevado del Ruiz y cuenta con parte del parque nacional natural de Los Nevados, además del complejo de páramos Los Nevados.
El área total del municipio es de 179.76 km2, de los cuales solo 0.28 km2 hacen parte de toda la zona urbana tanto cabecera municipal como centros poblados.

### Hidrografía
Sus afluentes principales son los ríos Gualí, que forma una frontera natural con el municipio de Herveo y el río Azufrado al sur, que en su gran mayoría forma el límite con Villahermosa.
El municipio se encuentra en su parte norte en la subzona hidrográfica de Río Gualí, al sur se encuentra el nivel subsiguiente (NSS) de Río Lagunilla y al este el NSS Río Sabandija.

### Límites municipales
Casabianca está delimitada por los siguientes municipios:
| Noroeste: Herveo (Río Gualí)                                                        | Norte: Herveo (Río Gualí)        | Nordeste: Fresno (Río Gualí) |
| Oeste: Herveo (Río Gualí)                                                           |                                  | Este: Palocabildo            |
| Suroeste: Villamaría ( Caldas) y Villahermosa (Parque nacional natural Los Nevados) | Sur: Villahermosa (Río Azufrado) | Sureste: Falán               |

### Veredas
Casabianca se divide en su zona rural en 24 veredas: Agua de Dios, El Cardal, El Coral, El Lembo, El Sifón Hoyo Caliente, La Armenia, La Cristalina, La Esperanza, La Graciela, La Joya, La María, Llanadas, Oromazo, Palma-Peñitas, Palmera, Peñolcitos, Porfia-Linda, Porvenir, Potreros, Recreo, San Carlos, San Ignacio Bajo, Yumba y Zulia.

Veredas de Casabianca.

## Reseña histórica
Casabianca fue fundada en sus inicios como un caserío mediante decreto del día 1 de agosto de 1866, con el nombre de Santo Domingo de Guzmán en honor al religioso español por un grupo de colonos antioqueños provenientes de Sonsón y Abejorral, familias como la de Diego Viana, Justiniano Cruz, Ignacio Niño, Ramón Ceballos entre otras, quienes se aventuraron por la Cordillera Central pasando por Manzanares, Samaná y La Soledad (hoy Herveo); de esa manera se asentaron en la región conocida como el Alto de Oromazo. El Estado Soberano del Tolima nombra como primer Alcalde Principal a Victoriano Arango y como planificador de la aldea, al ingeniero agrimensor Ignacio Buenaventura.
Hasta el año 1887 Villahermosa (La Bonita) fue caserío de Casabianca (Santo Domingo), que mediante Decreto 650 del 13 de octubre del mismo año (1887) fue elevada a Cabecera Municipal ejerciendo como primer gobernador del departamento el general Manuel Casabianca Wélsares y mediante Ordenanza Decreto número 052 del 11 de abril de 1888, decreto aclaratorio en su artículo 5, que reza: “Santo Domingo será corregimiento de Villahermosa”, hecho que transcurrió hasta el año 1896. Tan acelerados fue el empuje y crecimiento del poblado de Santo Domingo que pronto fue elevado a la categoría de distrito, según ordenanza número 026 del 22 de junio de 1896 de la Asamblea del Tolima.
En 1913 - 1914 Casabianca contaba con una importante Mina de Oro de filón y de aluvión, localizado sobre la ribera de la quebrada Agua de Dios en el sector del Chivato y administrado por Pedro Buriticá, cuya producción se llevaba hasta Honda donde se comercializaba en la Casa López. Funcionaron dos industrias de curtiembres de propiedad de Alejandro Becerra y Pastor Casallas quienes las establecieron sobre la ribera de la quebrada La Calzada. La minería no ha tenido desarrollo, mientras que la guaquería sí; existen minas de talco localizada en las veredas de Oromazo y La Cristalina pero debido a los altos costos del transporte no han permitido su desarrollo. La extracción de oro se dio de manera incipiente en las veredas de Agua de Dios y el Lembo. 
La Casa Consistorial, sede Administrativa de Gobierno, hoy Alcaldía Municipal, se institucionalizó por los años de 1918 – 1920. Casabianca ha tenido una Iglesia; la primera se construyó en madera sobre la calle Real en donde se celebró el primer matrimonio y la primera misa. Posteriormente se construyó otra en madera que destruyó el terremoto de 1914; sobre el mismo sitio se construyó otra en madera que posteriormente fue derrumbada para permitir la construcción de la actual la que se inició durante 1946 por iniciativa del padre Francisco Osvaldo Aristizábal Jaramillo de Aguadas.
En 1903 Casabianca se inicia como centro productor agropecuario por los grandes volúmenes de fríjol y maíz que producía como cultivos civilizadores los cuales eran llevados hasta Pereira; seguidamente se desarrolló la ganadería, el café y el cultivo de la caña panelera. 
La energía eléctrica llegó a Casabianca en 1930 mediante la instalación de una planta hidráulica construida sobre el río Azufrado habiendo sido bendecida por el padre José Ramírez Sendoya; en este mismo año se inicia la pavimentación de las calles, ya que entonces eran todas empedradas. La vía Casabianca - Palocabildo se hizo a pico y pala y se terminó en 1959 y en 1958 se culminó la vía Casabianca - Herveo. La vivienda típica de Casabianca se enmarca en los parámetros arquitectónicos de la colonización antioqueña y aún se conservan viviendas con más de 100 años de construidas.

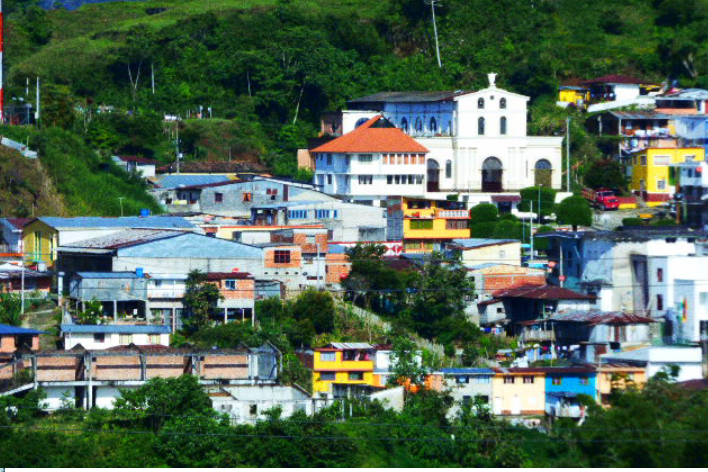
Vista de Casabianca
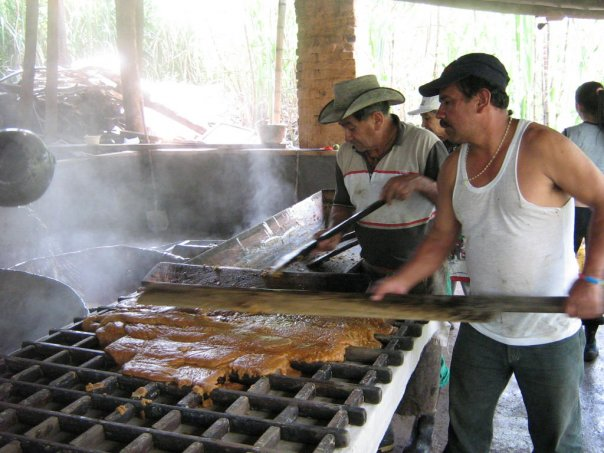
Producción de panela en el corregimiento de San Jerónimo

## Economía
Casabianca es uno de los más importantes productores de café del departamento. También se cultivan productos como el plátano y la papa. Su segundo renglón de la economía lo ocupa la ganadería y el tercero, la minería. Es punto de producción de panela.

## Himno
Coro
| Vibran voces de triunfo y de gloria Al compás de una marcha triunfal Casabianca! Blasona tu historia Con pendones de amor y paz. Con la fe que se Iberia heredaron La semilla Cristiana al sembrar, Bautizaron por siempre estas tierras Al amparo del Dios tutelar. Al titánico empuje de Antioquia, Niño, Cruz y Ceballos pisaron Y con Viana también le rindieron Homenaje al dormido león. Oh! mi tierra de gentes bravias Tus mujeres crisol de bondad, El Gualí, el Azufrado se ufanan Con sus aguas poder bañar. |  | Hoy mi tierra querida tus gentes Y tus glorias quisiera exaltar En el alma de todos tus hijos Erigirte perenne un altar. Tus montañas son cofres que guardan Los tesoros de ancestro inmortal, Tus jardines exhalan perfumes Paraíso es mi tierra natal. Se oye el eco lejano de arrieros Que cruzaron caminos sin fin, Su recuerdo se pierde en el tiempo En verdad, recordar es vivir. Juventud que desciendes altiva De una raza de noble ideal Nunca olvides que triunfa en la vida Solo aquel que al pasado el leal. |  | La neblina que cubre tus breñas Cual un manto de tul sin igual, Bajo el cóncavo azul de los cielos Arrebata al alma un cantar. Lloran hoy tus caminos y calles De tus hijos el éxodo cruel, Se atormenta el paisaje en los valles Se agita el recuerdo de ayer. Raza noble, gallarda y bravía Que la tierra labró con dolor, Solo supo doblar su rodilla Su cerviz ante el Dios creador. |  |  |